# Allisha Gray
Allisha Gray (* 12. Januar 1995 in Greenwood, South Carolina) ist eine US-amerikanische Basketballspielerin. 

## Karriere
Vor ihrer professionellen Karriere in der WNBA spielte Gray von 2013 bis 2015 College-Basketball für die University of North Carolina und von 2016 bis 2017 für die University of South Carolina in der Liga der National Collegiate Athletic Association (NCAA). Im Jahr 2017 gewann sie mit ihrer Mannschaft die NCAA Division I Basketball Championship.
Beim WNBA Draft 2017 wurde sie an 4. Stelle von den Dallas Wings ausgewählt. Aufgrund ihrer herausragenden Leistung während ihrer Rookie-Saison wurde Gray mit dem Rookie of the Year Award 2017 ausgezeichnet.
Bei den Olympischen Sommerspielen 2020 in Tokio, die bedingt durch die COVID-19-Pandemie erst im Juli und August 2021 stattfanden, gewann Gray beim 3×3-Basketballturnier der Frauen mit dem US-Team ihre erste olympische Goldmedaille.